# Route nationale 189 (Italie)
Pour les articles homonymes, voir Route nationale 189.
La route nationale 189 (SS 189, Strada statale 189 ou Strada statale "della Valle del Platani
") est une route nationale d'Italie, elle relie la route nationale 121 à Agrigente sur une distance de 67,21 km.